# Léon Hanssen
Léon Hanssen – belgijski zapaśnik walczący w stylu klasycznym. Olimpijczyk z Londynu 1908, gdzie zajął siedemnaste miejsce w wadze lekkiej.

## Turniej wLondynie 1908
| Konkurencja            | Walki               | Klas. końcowa |
| Konkurencja            | Przeciwnik I        | Miejsce       |
| ---------------------- | ------------------- | ------------- |
| 66,6 kg styl klasyczny | Arvo Lindén (FIN) P | 17.           |